# 政元城
政元城（まさもとじょう）は、岐阜県飛騨市神岡町西にあった日本の城。別名を山田城と称する。江馬氏城館跡を構成する遺跡の一つとして昭和55年（1980年）3月21日に国の史跡に指定された。
越中東街道と数河街道の追分を見下ろす比高40mの山上に築かれている。主郭は東西20m、南北10mで腰曲輪を有し、西側に堀切を挟んで別の曲輪がある。さらにその西側に尾根筋を遮るための堀切が設けられている。政元城西350mの位置にある比高140mの山に政元奥城と呼ばれる別の山城跡があり、有事の際の詰城であったと考えられている。
築城者ならびに正確な築城時期は不明であるが、永禄・元亀年間に吉村斉右衛門政元及びその子吉村吉右衛門政延が城代を務めたという。天正10年（1582年）に江馬氏の滅亡の際に落城したと伝わる。